# عزرا مييش
عزرا مييش (بالإنجليزية: Ezra Meech)‏ (و. 1773 – 1856 م) هو سياسي من الولايات المتحدة الأمريكية ولد في نيو لندن.
وهو عضو في الحزب الجمهوري الديمقراطي، والحزب الديمقراطي الأمريكي .